# Secretario general del Partido Comunista de la Unión Soviética
El Secretario general del Comité Central del Partido Comunista de la Unión Soviética (en ruso: Генеральный секретарь Центрального комитета Коммунистической партии Советского Союза) fue el título dado al líder del Partido Comunista de la Unión Soviética. Desde 1924 el cargo fue sinónimo de líder de la Unión Soviética. Entre 1953 y 1966 tuvo el nombre de Primer Secretario. Iósif Stalin elevó el cargo hacia el comando general del Partido Comunista y por definición, el Secretario General se convirtió en el jefe de Estado de facto de la Unión Soviética.
En sus dos primeras encarnaciones el cargo realizó la mayor parte del trabajo secretarial. Luego en 1919 se creó el puesto de secretario responsable para realizar labores administrativas. En 1922, el cargo de secretario general siguió siendo una posición puramente administrativa y disciplinaria, cuya función no era más que determinar la composición de miembros del partido. Stalin, su primer titular, utilizó los principios del centralismo democrático para transformar su cargo en el de líder del partido y posteriormente líder de la Unión Soviética. En 1934, el XVII Congreso del Partido no eligió a un secretario general y Stalin fue un secretario ordinario desde entonces, aunque se mantuvo como líder del partido de facto, sin disminuir su propia autoridad.
En la década de 1950, para poner a prueba a Gueorgui Malenkov como un potencial sucesor, Stalin se retiró cada vez más de los asuntos de la Secretaría, dejándole la supervisión del órgano. En octubre de 1952, Stalin reestructuró el liderazgo del partido y abolió oficialmente el cargo del secretario general. Cuando Stalin murió el 5 de marzo de 1953, Malenkov era el miembro más importante de la Secretaría, que también incluía entre otros, a Nikita Jrushchov. Malenkov se convirtió en Presidente del Consejo de Ministros, pero se vio obligado a renunciar a la Secretaría el 14 de marzo de 1953, dejando a Jrushchov con control efectivo del órgano. Jrushchov fue elegido como primer secretario en el plenario del Comité Central el 14 de septiembre de 1953. Aunque originalmente fue concebido como un liderazgo colectivo, Jrushchov removió a sus rivales del poder entre 1955 y 1957 y reforzó la preeminencia del Primer Secretario.
En 1964, la oposición dentro del Politburó y del Comité Central llevó a la destitución de Jrushchov como Primer secretario. Leonid Brézhnev lo sucedió en el puesto y este fue renombrado a Secretario general en 1966. Durante la época de Brézhnev el liderazgo colectivo fue capaz de limitar los poderes del secretario general. Yuri Andrópov y Konstantin Chernenko se vieron obligados por protocolo a gobernar el país de la misma manera que Brézhnev lo había hecho. Mijaíl Gorbachov gobernó la Unión Soviética a través del cargo de secretario general hasta 1990, cuando el Partido Comunista perdió su monopolio del poder en el sistema político. El cargo de Presidente de la Unión Soviética fue establecido para que Gorbachov aún conservara su papel como líder de la Unión Soviética. Tras el fallido intento de golpe de agosto de 1991, Gorbachov renunció como secretario general. Fue sucedido por su suplente, Vladímir Ivashko, que sólo sirvió durante cinco días como secretario general interino antes de que Borís Yeltsin, el Presidente de Rusia, suspendiera todas las actividades de Partido Comunista.

## Historia
La propuesta de crear el cargo de Secretario General y nombrar para el cargo a Stalin fue hecha por Lev Kámenev y Grigori Zinóviev con la aprobación de Vladímir Lenin,después de la victoria bolchevique en la Guerra civil rusa y la creación de la Unión Soviética. Inicialmente, el cargo sólo tenía la función de dirigir al partido y de realizar funciones puramente administrativas y disciplinarias, mientras que el líder del partido, si bien formalmente no existía, en realidad era el Presidente Lenin. La tarea principal del nuevo cargo sería determinar la composición de la membresía del partido y asignar cargos dentro del mismo. El Secretario General también supervisaba el registro de los eventos del partido y se le encomendaba mantener informados a los líderes y miembros del partido sobre las actividades del partido. Como presidente, Lenin nombró a Stalin secretario general debido a que apreciaba las capacidades organizativas de Stalin, pero también la forma despótica de su comportamiento (incluso describió esto en su testamento; “Stalin, como secretario general, ha concentrado en sus manos un inmenso poder, y no estoy seguro de que siempre pueda utilizar este poder con suficiente cuidado”). Durante los siguientes años, Stalin pudo utilizar los principios del centralismo democrático para transformar su cargo en el de líder del partido y, finalmente, en el jefe de Estado de la Unión Soviética.
Después de la muerte de Lenin, Stalin formó una alianza en forma de triunvirato con Kámenev y Zinóviev como oposición a León Trotski. Antes del inicio del XIII Congreso (celebrado en mayo de 1924 ), la viuda de Lenin, Nadezhda Krúpskaya, entregó una “Carta al Congreso”. Stalin anunció su dimisión por primera vez en esta reunión. En relación con esta carta, el propio Stalin planteó varias veces la cuestión de su dimisión ante el pleno del Comité Central. Kámenev propuso leer la “Carta” a las delegaciones y así evitar su discusión abierta. La mayoría estaba a favor de dejar a Stalin permanecer en el cargo de Secretario General; sólo los partidarios de la oposición trotskista estaban en contra. Después de la muerte de Lenin, Stalin comenzó a consolidar su poder utilizando el cargo de Secretario General. En diciembre de 1925, en el XIV Congreso del Partido Comunista de Toda la Unión (Bolchevique), como resultado de una división en el Politburó y la formación de una "nueva oposición", Stalin presentó por primera vez un informe político al Comité Central. Fue significativo que ya entonces, en un discurso de su fiel amigo Kliment Voroshílov, Stalin fuera llamado "el miembro principal del Politburó", quien "participa más activamente en la resolución de los problemas y sus propuestas se aprueban con más frecuencia que las de los demás". El 27 de diciembre de 1926, Stalin presentó nuevamente su dimisión: “Les pido que se me releve del cargo de Secretario General del Comité Central, debido a que considero que ya no puedo trabajar en este puesto”, pero nuevamente esta petición fue rechazada por el C.C. En 1928, el cargo de Secretario General se había convertido indiscutiblemente en el jefe de Estado de facto de la URSS. Stalin normalmente no se refería ni firmaba con el título completo de su cargo en los documentos oficiales; sino simplemente como "Secretario del Comité Central".Cuando Viacheslav Mólotov fue nombrado Presidente del Consejo de Comisarios del Pueblo en 1930, pidió ser relevado de sus funciones como Segundo Secretario del Comité Central. Stalin estuvo de acuerdo y Lázar Kaganóvich comenzó a desempeñar las funciones de segundo secretario del Comité Central.
Según Roy Medvédev, en enero de 1934, en el XVII Congreso, se formó una facción ilegal, formada principalmente por los secretarios de los comités regionales y de los comités centrales de los Partidos Comunistas republicanos. Se presentaron propuestas para trasladar a Stalin al puesto de presidente del Consejo de Comisarios del Pueblo o Comité Ejecutivo Central, y elegir a Serguéi Kírov para el puesto de Secretario General. Un grupo de delegados del Congreso habló con Kírov sobre esto, pero él se negó rotundamente por lo que todo el plan se volvió irrealizable.En el pleno posterior al congreso, Kírov, al igual que Stalin, fue elegido secretario del Comité Central. Diez meses después, Kirov murió asesinado en el Instituto Smolny en Leningrado por un disparo de un extrabajador del partido simpatizante de Kámenev y Zinóviev. El asesinato de Kírov, compañero de armas y amigo más cercano de Stalin, provocó el inicio de la Gran Purga, que alcanzó su punto culminante en 1937 y 1938.El estatus oficial de Segundo y Tercer Secretarios del partido no fue concedido a Viacheslav Mólotov y a Lázar Kagónovich, quienes en realidad habían desempeñado el cargo de vicesecretarios.La lucha entre los líderes del país se intensificó a medida que Stalin planteaba cada vez más la cuestión de que, en caso de su fallecimiento, se necesitaba seleccionar sucesores en la dirección del partido y del gobierno; “Después de la guerra, Stalin se iba a jubilar y dijo: “Que Viacheslav trabaje ahora. Es el más joven", según recuerda el mismo Mólotov. Durante mucho tiempo, Mólotov fue visto como un posible sucesor de Stalin, pero más tarde Stalin, que en ese momento consideraba el puesto de jefe de Gobierno más importante, sugirió en conversaciones privadas que veía a Nikoái Voznesenski como su sucesor en la presidencia del Consejo de Ministros, mientras que para la dirigencia del partido veía a Alekséi Kuznetsov, de 43 años, como un sucesor perfecto como Secretario General, ya que consideraba que los futuros líderes debían de ser jóvenes. Sin embargo, tras la muerte de Andréi Zhdánov en 1948, líder de la facción de Leningrado a la que pertenecían Voznesenski y Kuznetsov, causó que estos cayeran en desgracia.
Con la salud de Stalin en un estado delicado, sólo diversos rumores sirvieron de fuente para versiones sobre su enfermedad, lo que empezó a afectar su rendimiento. Muchos documentos permanecieron sin firmar durante mucho tiempo, y las reuniones del Consejo de Ministros no las presidía él, sino el primer vicepresidente Nikolái Voznesenski (hasta que fue destituido de todos los cargos en 1949). Como Stalin empezó a alejarse de los asuntos cotidianos y los documentos oficiales permanecían sin firmar durante mucho tiempo, en febrero de 1951 decidió que tres líderes tenían derecho a firmar en su nombre: Malenkov, Beria y Bulganin.Gueorgui Malenkov dirigió los preparativos del XIX Congreso del Partido Comunista de Toda la Unión (Bolchevique), que tuvo lugar en octubre de 1952. En el congreso, Malenkov recibió instrucciones de entregar el Informe del Comité Central, lo que era una señal de la especial confianza de Stalin. Gueorgui Malenkov fue considerado su sucesor más probable, y en total, Stalin propuso a 36 personas para el Presídium (nuevo nombre del Politburó) y la Secretariado.Después de la muerte de Stalin el 5 de marzo de 1953, se celebró la primera reunión del Presídium del Comité Central del PCUS, donde se adoptó una resolución en que los altos dirigentes del partido ya se habían atrevido a realizar el procedimiento de transferencia del poder a un nuevo líder. A sugerencia de Malenkov y Beria, se decidió celebrar esa tarde en el Kremlin una reunión conjunta del Presídium del Comité Central del PCUS, el Consejo de Ministros y el Presídium del Sóviet Supremo de la URSS.Malenkov fue uno de los principales contendientes por la herencia de Stalin y, habiendo acordado con Nikita Jrushchov, Beria y otros, asumió el puesto más importante del gobierno soviético, el presidente del Consejo de Ministros. Malenkov, Beria y otros creían que los puestos en el Consejo de Ministros debían de tener una importancia superior al de Secretario General. Esto también se debió al hecho de que, como resultado del cambio de política de Stalin, que encabezó el Consejo de Comisarios del Pueblo en mayo de 1941, fue el Gobierno de la URSS, y no el Comité Central del Partido, quien en el Durante la década de 1940 y principios de la de 1950 se convirtió de facto en el órgano supremo del poder estatal. 
Bajo una troika de corta duración compuesta por Malenkov, Beria y Mólotov, Malenkov fue nombrado presidente del Consejo de Ministros, pero se vio obligado a renunciar al Secretariado nueve días después, el 14 de marzo. Esto dejó efectivamente a Jrushchov en control del partido y del gobierno.y fue elegido para el nuevo cargo de Primer Secretario del Partido Comunista de la Unión Soviética en el pleno del Comité Central el 14 de septiembre de ese mismo año. Posteriormente, Jrushchov superó en maniobras a sus rivales, que intentaron desafiar sus reformas políticas. Durante el Pleno del Comité Central de septiembre, durante una pausa entre las reuniones del pleno, Malenkov inesperadamente se dirigió a los miembros del Presidium con una propuesta para elegir a Jruschov como Primer Secretario del Comité Central en el mismo pleno. Bulganin apoyó con entusiasmo esta propuesta. El resto reaccionó a la propuesta con reservas. El hecho de que el principal líder del país, Malenkov, fuera provocado para hacer tal propuesta contribuyó a que otros miembros del Presídium lo apoyaran. Esta solución fue propuesta en el pleno. Literalmente, en los últimos minutos de trabajo, sin discusión alguna, Jrushchov fue elegido por unanimidad primer secretario del partido, lo que significó la restauración completa del cargo de jefe de Estado y líder del partido. Pudo eliminar por completo a una facción estalinista formada por Malenkov, Mólotov y Lázar Kaganóvich (denominada por él mismo como el "Grupo Antipartido") del poder en 1957, un logro que también ayudó a reforzar la supremacía del puesto de Primer Secretario. Habiendo recibido el puesto de Primer Secretario del Comité Central, Jrushchov no ocupó inmediatamente el lugar correspondiente a su posición de liderazgo en la jerarquía de las estructuras gubernamentales.
En 1964, la oposición dentro del Politburó y el Comité Central, que había ido en aumento desde las secuelas de la Crisis de los Misiles de Cuba, llevó a la destitución de Jrushchov de su cargo. Leonid Brézhnev sucedió a Jrushchov como primer secretario, pero inicialmente se vio obligado a gobernar como parte de un liderazgo colectivo, formando otra troika con el primer ministro Alekséi Kosyguin y el presidente del presídium del Sóviet Supremo Nikolái Podgorni.El cargo pasó a llamarse nuevamente Secretario General en 1966. La influencia de Brézhnev creció a lo largo de la década de 1970, ya que pudo conservar el apoyo evitando cualquier reforma radical. Después de la muerte de Brézhnev, Yuri Andrópov y Konstantín Chernenko gobernaron el país de la misma manera que lo había hecho Brézhnev.Mijaíl Gorbachov gobernó la Unión Soviética como Secretario General hasta 1990, cuando el Partido Comunista perdió su monopolio de poder sobre el sistema político. El cargo de Presidente de la Unión Soviética fue establecido para que Gorbachov pudiera seguir conservando su papel como jefe de Estado de la Unión Soviética.Tras el fallido golpe de Estado de agosto de 1991, Gorbachov dimitió como Secretario General, y fue sucedido por su adjunto, Vladímir Ivashko, que sólo sirvió durante cinco días como Secretario General interino antes de que Borís Yeltsin, el recién elegido Presidente de la RSFS de Rusia, suspendiera toda actividad en el Partido Comunista.

## Lista de Secretarios Generales
| # | Imagen                                                                             | Nombre (nacimiento-muerte)                                                         | Tenencia                                                                           | Congresos                                                                          | Notas |
| Presidente del Comité Central del Partido Comunista Ruso (Bolchevique) (1918-1924)                     | Presidente del Comité Central del Partido Comunista Ruso (Bolchevique) (1918-1924) | Presidente del Comité Central del Partido Comunista Ruso (Bolchevique) (1918-1924) | Presidente del Comité Central del Partido Comunista Ruso (Bolchevique) (1918-1924) | Presidente del Comité Central del Partido Comunista Ruso (Bolchevique) (1918-1924) | Presidente del Comité Central del Partido Comunista Ruso (Bolchevique) (1918-1924) |
| --- | ---------------------------------------------------------------------------------- | ---------------------------------------------------------------------------------- | ---------------------------------------------------------------------------------- | ---------------------------------------------------------------------------------- | --- |
| 1 |                                                                                    | Vladímir Lenin (1870–1924)                                                         | 1918 – 21 de enero de 1924                                                         | 11.º–12.º Congreso                                                                 | Fue el líder del partido durante la Revolución de Octubre y posterior guerra civil, siendo de facto la figura más importante del partido, mientras que el cargo de Secretario Responsable era únicamente de naturaleza administrativa, el cual renombraría en 1922 como "Secretario General", y para el cual designaría a Iósif Stalin. |
| Secretario General del Comité Central del Partido Comunista de toda la Unión (Bolchevique) (1922-1952) |                                                                                    |                                                                                    |                                                                                    |                                                                                    | |
| 2 |                                                                                    | Iósif Stalin (1878–1953)                                                           | 3 de abril de 1922 – 16 de octubre de 1952                                         | 13.º–19.º Congreso                                                                 | Stalin utilizó el cargo de secretario general para crear una fuerte base de poder para sí mismo. Más tarde Vladímir Lenin lo acusó de manipular los poderes de la Secretaría General. Stalin casi perdió su cargo en el XVII Congreso del Partido en 1934, pero el asesinato de su principal rival, Serguéi Kírov debilitó el movimiento para removerlo. Presentó su renuncia en 1934, y raramente fue referido como secretario general después de esto. El cargo fue suprimido en el XIX Congreso del Partido en octubre de 1952.            |
| Primer Secretario del Comité Central del Partido Comunista de la Unión Soviética (1953-1966)           |                                                                                    |                                                                                    |                                                                                    |                                                                                    | |
| 3 | An elderly man in a suit, with three medals pinned on it                           | Nikita Jrushchov (1894–1971)                                                       | 14 de septiembre de 1953 – 14 de octubre de 1964                                   | 20.º–22.º Congreso                                                                 | Jrushchov restableció el cargo el 14 de septiembre de 1953 bajo el nombre de primer secretario. En 1957 casi fue destituido de su cargo por el Grupo Anti-Partido, ya que Gueorgui Malenkov, uno de los principales miembros del Grupo Anti-Partido, estaba preocupado de que los poderes del primer secretario eran prácticamente ilimitados. Jruschov fue destituido como líder el 14 de octubre de 1964, y reemplazado por Leonid Brézhnev.                                                                                                |
| 4 |                                                                                    | Leonid Brézhnev (1906–1982)                                                        | 14 de octubre de 1964 – 8 de abril de 1966                                         | 23.º–26.º Congreso                                                                 | El cargo de primer secretario pasó a llamarse secretario general en el XXIII Congreso del Partido. |
| Secretario General del Comité Central del Partido Comunista de la Unión Soviética (1966-1991)          |                                                                                    |                                                                                    |                                                                                    |                                                                                    | |
| - |                                                                                    | Leonid Brézhnev (1906–1982)                                                        | 8 de abril de 1966 – 10 de noviembre de 1982                                       | 23.º–26.º Congreso                                                                 | Al principio no había un claro líder de la dirección colectiva con Brézhnev y el primer ministro Alekséi Kosyguin gobernando en pie de igualdad. Sin embargo, en la década de 1970 la influencia de Brézhnev era superior a la de Kosyguin y fue capaz de mantener este apoyo, evitando cualquier reforma radical. Las atribuciones y funciones del secretario general se vieron limitadas por la dirección colectiva durante el mandato de Brézhnev.                                                                                         |
| 5 |                                                                                    | Yuri Andrópov (1914–1984)                                                          | 12 de noviembre de 1982 – 9 de febrero de 1984                                     | —                                                                                  | Era visto como el más probable candidato para la Secretaría General cuando se supo que había sido el presidente del comité encargado de organizar, administrar y preparar el funeral de Brézhnev. Andrópov fue obligado por protocolo a gobernar el país de la misma manera que Brézhnev lo había hecho antes de morir. |
| 6 |                                                                                    | Konstantín Chernenko (1911–1985)                                                   | 13 de febrero de 1984 – 10 de marzo de 1985                                        | —                                                                                  | Chernenko tenía 72 años cuando fue elegido para el cargo de secretario general y con un débil estado de salud. Chernenko también se vio obligado por protocolo, así como Yuri Andrópov, a gobernar el país de la misma manera que Brézhnev lo había hecho. |
| 7 |                                                                                    | Mijaíl Gorbachov (1931-2022)                                                       | 11 de marzo de 1985 – 24 de agosto de 1991                                         | 27.º–28.º Congreso                                                                 | El Congreso de los Diputados del Pueblo de 1990 votó a favor de eliminar el artículo 6 de la Constitución soviética de 1977. Esto significaba que el Partido Comunista perdería su posición como la "fuerza dirigente y guía de la sociedad soviética" y que los poderes del secretario general se #D40000ucirían drásticamente. En el resto de su mandato de Gorbachov gobernó a través del cargo de Presidente de la Unión Soviética. Renunció a su cargo el 24 de agosto de 1991 en las secuelas del intento de golpe de Estado de agosto. |
| 8 | Vladimir Ivashko                                                                   | Vladímir Ivashko (1932–1994)                                                       | 24 de agosto de 1991 – 29 de agosto de 1991                                        | —                                                                                  | Fue elegido secretario general adjunto (interino), en el XXVIII Congreso del Partido. Ivashko se convirtió en secretario general en funciones tras la renuncia de Gorbachov, pero para entonces el partido era políticamente impotente y el 29 de agosto de 1991 fue abolido. |